# صنایع زرهی بنی‌هاشم
صنایع زرهی بنی هاشم، شهرکی در بخش مرکزی شهرستان دورود در استان لرستان ایران است.و در بخش خدماتی صنایع دفاع واقع شده است.
پس از ادغام و تشکیل سازمان صنایع دفاع در سال در سال ۱۳۶۱ بسیاری از شرکت‌های مستقر در تهران به دلیل وجود ظرفیت‌های لازم تولیدی به مجتمع صنایع بنی‌هاشم منتقل شدند.هم‌اکنون مجتمع صنایع زرهی بنی‌هاشم شهرستان دورود شامل ۱۱ کارخانه در زمینه‌های ریخته‌گری، ماشین کاری، آهنگری، ابزارسازی، جوشکاری، ساخت قطعات خودرویی، عملیات حرارتی، سازه‌های فلزی، قطعات لاستیکی و تایرهای هوائی و زمینی و تهیه و تدارک انواع خودروهای برف‌پیما است.در کل به دلیل طیف وسیع فعالیت‌های انجام شده در این مجتمع صنعتی، این مجتمع در صنایع مختلفی در تمام کشور تاثیرگذار است اما معروف‌ترین تولیدی این مجتمع مربوط به تانک کرار است.